# 검은꼬리두루미
검은꼬리두루미(Black-necked crane)는 티베트고원과 인도 및 부탄의 외딴 지역에서 번식하는 아시아의 중형 두루미과의 일종이다. 길이 139cm, 날개 길이 235cm, 무게 5.5kg이다. 흰색 회색으로 머리는 검은색이고 머리는 붉은 왕관 패치, 목과 다리는 검은색이고 눈 뒤쪽은 흰색 패치가 있다. 검은색 1차와 2차가 있다. 성별은 비슷하고, 일부 개체군은 계절에 따라 움직이는 것으로 알려져 있다. 불교 전통에서 숭배되며 서식지의 대부분에서 문화적으로 보호받고 있다. 부탄의 한 축제에서는 이 새를 기념하며 인도 연합 영토인 라다크가 이 새를 주 새로 지정했다.
영어권에서는 목이 검은 두루미라는 뜻으로 부르지만, 국명은 꼬리가 검은 두루미라는 뜻이다. 흔히 말하는 검은목두루미와 같은 종이라고 착각할 수 있으나 다른 종이다.

## 묘사

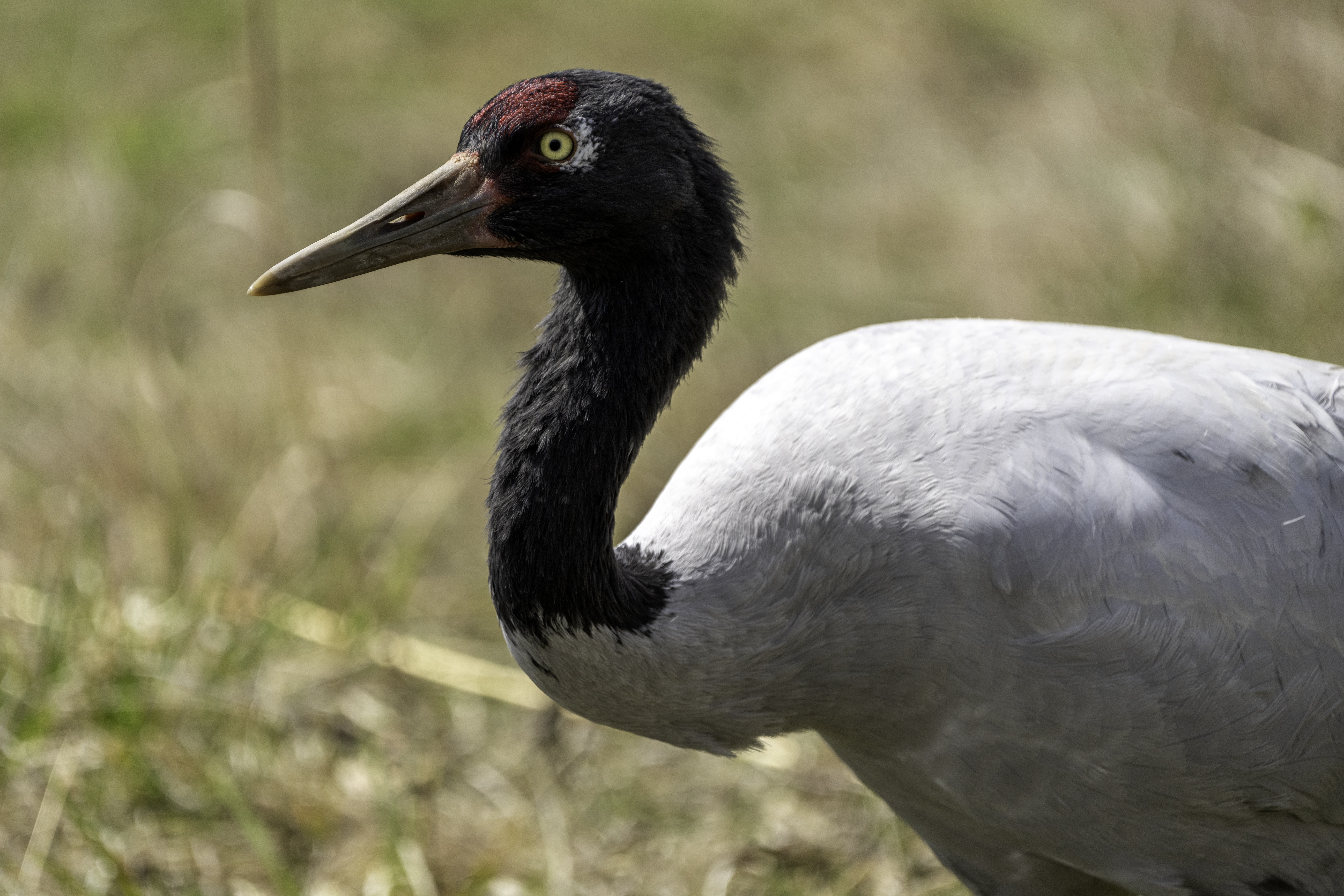
국제 두루미 재단의 검은꼬리두루미

이 중간 크기의 두루미는 대부분 회색이며 머리와 목은 검은색이다. 콧등과 왕관은 벌거벗고 칙칙한 빨간색이다. 눈 아래와 뒤에는 작은 흰색 깃털 조각이 있다. 꼬리는 검은색이며 회색 꼬리를 가진 비슷한 모습의 검은목두루미와 거리를 두고 쉽게 구별할 수 있다.

## 분포 및 서식지

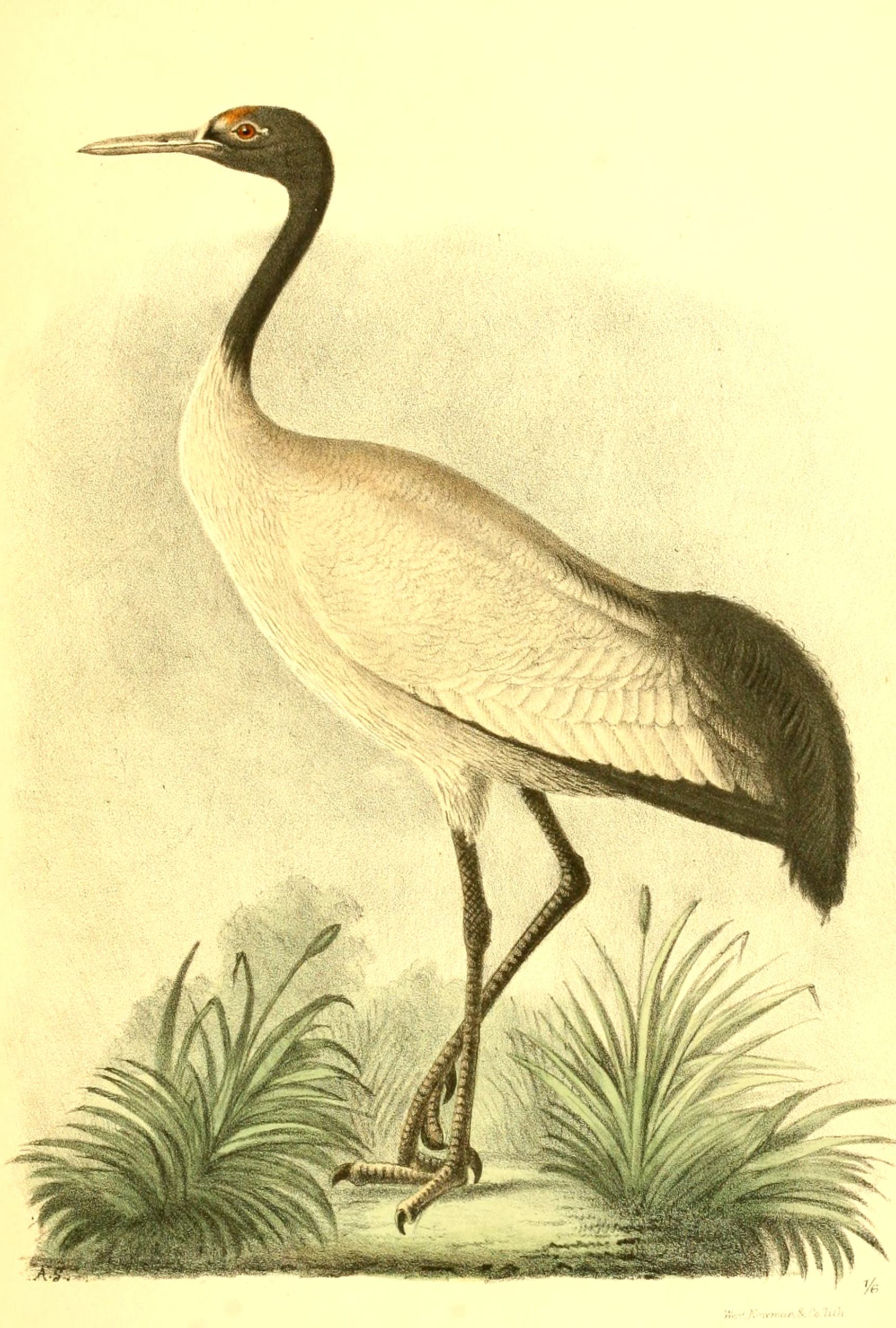
니콜라이 프르제발스키의 작품에서 이 종의 이항식 이름을 붙인 삽화 사본

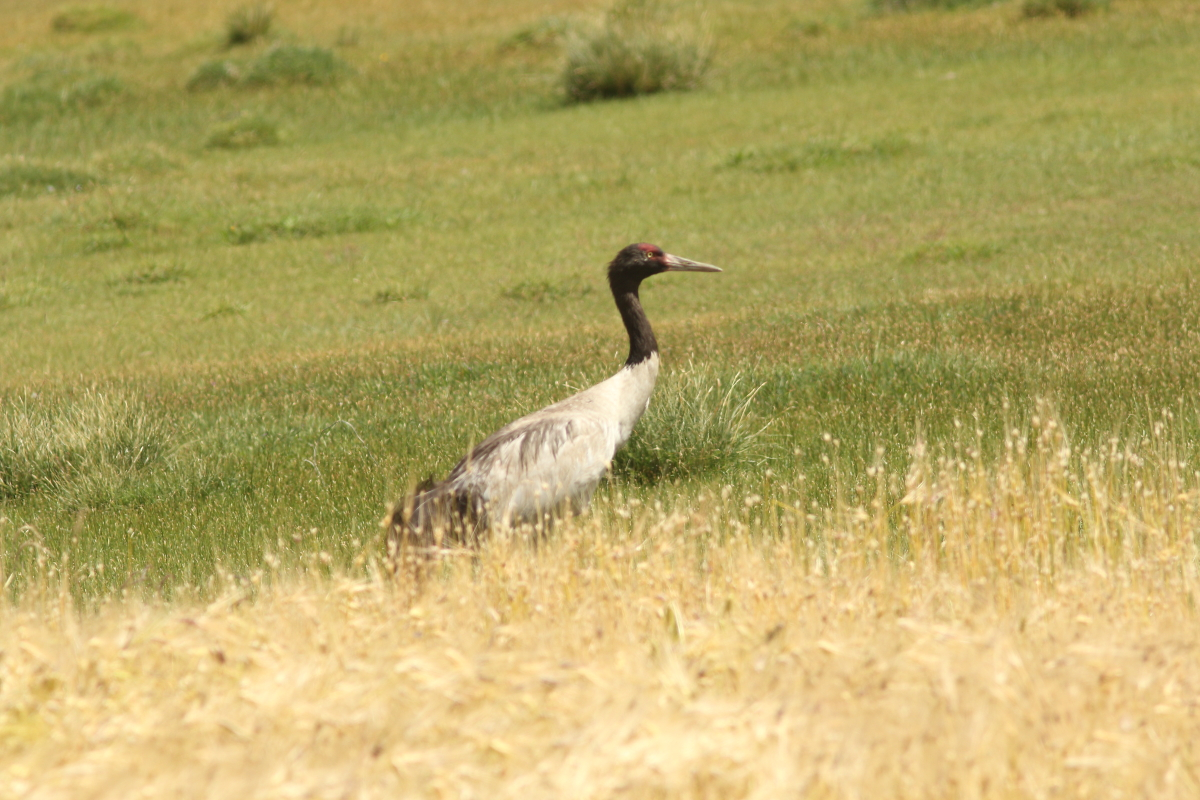
라다크의 검은꼬리두루미

검은꼬리두루미는 주로 고도가 높은 티베트고원에서 여름을 보낸다. 번식 지역은 고산 초원, 호숫가 및 강변 습지와 강 계곡이다. 또한 이 지역의 보리와 밀밭도 활용한다. 월동 지역은 보호구역이 있는 계곡이나 낮은 고도에 위치하는 경향이 있다. 가장 큰 개체군은 중국에 있으며 베트남, 부탄, 인도로 확장되는 개체 수가 적다. 북부 시킴주에서는 작은 개체군이 관찰되었다. 한때 20~40마리의 소규모 개체군이 1975년까지 아파타니 계곡의 수반시리 지역을 정기적으로 방문하는 것으로 알려져 있었으며, 네팔에서는 부랑자가 기록된 바 있다.

## 행동생태학
검은꼬리두루미는 작은 무리를 지어 땅에서 먹이를 찾으며, 종종 한 마리의 새가 보초 역할을 한다. 겨울에는 무리가 함께 먹이를 먹고 나가지만 가족 그룹으로 나뉘어 큰 습지나 들판에서 자신의 작은 먹이 지역을 유지하기도 한다. 이들은 하루의 거의 75%를 먹이를 찾는 데 보내며, 이른 아침과 늦은 오후에 먹이를 먹는 절정의 시간을 보낸다. 먹이를 찾는 동안에도 계속 걸으며 먹이를 먹는 장소 사이의 먼 거리를 걷기도 한다. 이러한 방식으로 먹이를 찾는 동안 하루에 몇 킬로미터를 이동한다. 이들은 사초, 식물 뿌리, 지렁이, 곤충 및 기타 무척추동물, 개구리 및 기타 작은 척추동물의 괴경을 먹는다. 또한 보리, 귀리, 메밀의 떨어진 곡물을 먹기도 하며 때로는 감자, 당근, 순무를 캐내어 먹기도 한다. 이들의 큰 트럼펫 소리는 다른 두루미의 울음소리와 비슷하다.
이 새들은 매우 경계하지만 일부 지역에서는 방해하지 않는 현지 사람들에게 익숙하다. 이 두루미는 전통 의상을 입은 사람들을 구별할 수 있는 것처럼 보이며 특히 다른 사람들을 경계한다.
다른 많은 두루미 종들처럼, 이들은 오래 지속되는 짝 결합을 형성하는 것으로 여겨지며 번식기 동안 춤을 추는 모습을 보여준다. 번식하는 새들은 영토가 넓어서 같은 종의 침입자를 즉시 쫓아내지만, 일반적으로 다른 종에 대해서는 관대하다. 둥지 위치는 보통 넓은 얕은 습지 안에 있는 진흙 섬으로, 때로는 줄기러기와 함께 공유되곤 한다. 둥지는 땅에 거의 늘어서 있지 않은 긁힌 자국에서부터 풀, 덤불, 잡초로 이루어진 구조물과 중앙에 움푹 들어간 부분까지 다양하며, 때로는 구조물 없이 직접 풀 위에 알을 낳기도 한다. 알은 주로 5월과 6월에 낳고, 한두 개의 알이 있다. 새들은 어린 새들이 작을 때 상대적으로 더 경계심을 갖다. 어린 새들이 날 수 있을 때까지 가족은 둥지 주변을 계속 이동했지만, 나중에는 하루 만에 가족이 멀리, 넓게 이동하기 시작했다. 어린 새들은 독립적으로 먹이를 찾을 수 있지만, 보통 먹이를 찾을 때 부모님과 동행한다. 짧고 차분한 비강 "쿠르르" 소리는 가족이 연락을 유지하기 위해, 성체들이 어린 새들에게 먹이를 제공할 수 있음을 나타내기 위해 사용한다. 성체는 주로 라다크에서 물고기를 먹이로 삼는 것으로 밝혀졌으며, 어른들은 왜가리처럼 낚시를 하는 것으로 나타났다.